# Oomyzus hubeiensis
Oomyzus hubeiensis är en stekelart som beskrevs av Mao-Ling Sheng och Zhu 1998. Oomyzus hubeiensis ingår i släktet Oomyzus och familjen finglanssteklar. Inga underarter finns listade i Catalogue of Life.